# Плаканика
Плака̀ника (на италиански: Placanica) е село и община в Южна Италия, провинция Реджо Калабрия, регион Калабрия. Разположено е на 250 m надморска височина. Населението на общината е 1225 души (към 2012 г.).